# Агуайо, Педро
Педро Агуайо Кубильо (исп. Pedro Aguayo Cubillo; 15 июля 1939, Гуаякиль — 5 июля 2025) — эквадорский инженер, политический и государственный деятель, вице-президент (1998).

## Биография
Родился 15 июля 1939 года в Гуаякиле, Эквадор. Окончил Чилийский университет.
В 29 лет стал самым молодым ректором в истории Католического университета Сантьяго-де-Гуаякиль, занимая эту должность с 1968 по 1972 год. В ранние годы своей политической карьеры Агуайо был президентом Национального совета по планированию и экономической координации Эквадора (1972-1975) и представителем Эквадора при Межамериканском банке развития (1975-1980). В 1998 году Агуайо был выдвинут президентом Фабианом Аларконом на пост вице-президента Эквадора, после чего Национальный конгресс одобрил его кандидатуру.
За четыре месяца пребывания в должности вице-президента страны Агуайо уделял особое внимание экономической сфере и задачам восстановления и реабилитации страны. Агуайо получил широкую поддержку в различных политических, социальных и деловых кругах, которые нередко призвали к отставке всё более непопулярного Аларкона и видели Агуайо мог новым президентом. Агуайо трижды временно исполнял обязанности президента во время зарубежных визитов Аларкона.
Кроме того, Агуайо уделял особое внимание восстановлению провинций, пострадавших от Эль-Ниньо, благодаря чему ему удалось заручиться поддержкой Организации Объединённых Наций для проведения исследований о влиянии этого явления на жизнь региона. Срок полномочий Агуайо истёк 10 августа 1998 года, после чего на посту вице-президента его сменил Густаво Нобоа Бехарано.
Скончался 5 июля 2025 года на 86-м году жизни.